# Astolphe de Custine

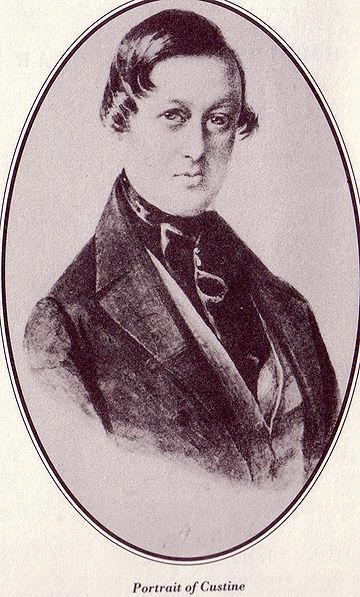
Astolphe de Custine

Astolphe Louis Léonor, Marquis de Custine (* 18. März 1790 in Niderviller, Lothringen; † 25. September 1857 in Paris) war ein französischer Reiseschriftsteller.

## Leben
Astolphe war das zweite Kind von Armand de Custine und Delphine de Sabran sowie ein Enkel des 1793 hingerichteten Generals Adam-Philippe de Custine. Er trat in den diplomatischen Dienst ein und nahm an der Seite von Talleyrand am Wiener Kongress teil. Er bereiste 1811–22 England, Schottland, die Schweiz und Kalabrien.
1821 heiratete er – dem Wunsch seiner Mutter folgend – Léontine de Saint-Simon de Courtomer. Sie hatten einen Sohn, Enguerrand. Auch wenn er seine Frau sehr schätzte, lebte der Marquis später ein offen homosexuelles Leben mit einem männlichen Geliebten. Noch während seiner Ehe mit de Courtomer lernte er einen Engländer kennen und hatte mit ihm eine romantische Beziehung, mit Edward Saint-Barbe (oder Édouard de Sainte-Barbe). Dieser zog zu Custine und seiner Frau und blieb sein Lebensgefährte.
1823 erkrankte Léontine zu Beginn ihrer zweiten Schwangerschaft, und starb im Alter von nur 20 Jahren.
Der 28. Oktober 1824 war ein Wendepunkt in Astolphe de Custines Leben. In jener Nacht wurde er außerhalb von Paris bewusstlos aufgefunden. Er war entblößt, kahlrasiert und war offenbar geschlagen und ausgeraubt worden. Eine Gruppe von Soldaten hatte ihn attackiert; einem von ihnen hatte Custine sich sexuell anzunähern versucht. Die Neuigkeit über diesen Zwischenfall verbreitete sich schnell in ganz Frankreich. Obwohl er danach in literarischen Salons – im Gegensatz zu gesellschaftlichen Salons – noch erwünscht war, spotteten viele hinter seinem Rücken über ihn. Auch seine diplomatische Karriere erlitt dadurch Schaden. Eine Stelle aus seiner Novelle „Aloys“ wird als ein Hinweis dafür gesehen, wie Custine selbst die damals übliche Geheimhaltung der Homosexualität erlebte.

„Wenn unser Leben in den Augen der anderen ein Rätsel ist, wird ihr Leben auch eines für uns, und unsere Versuche mit ihnen zu kommunizieren sind zwecklos: Wir sehen sie stets als Publikum, und in ihren Augen sind wir Komiker. Kein Charakter, kein Verstand kann solch falschen Beziehungen widerstehen. Sie beeinträchtigen nicht nur unser Verhalten, sondern auch unsere intimsten Gefühle.“

Sein erst vierjähriger Sohn Enguerrand starb 1826.
Astolphe de Custine kaufte und bewohnte ab 1832 das Château du Belvédère in Saint-Gratien, und er wohnte außerdem zeitweise in einer Pariser Stadtwohnung in der Rue de La Rochefoucauld Nr. 6.

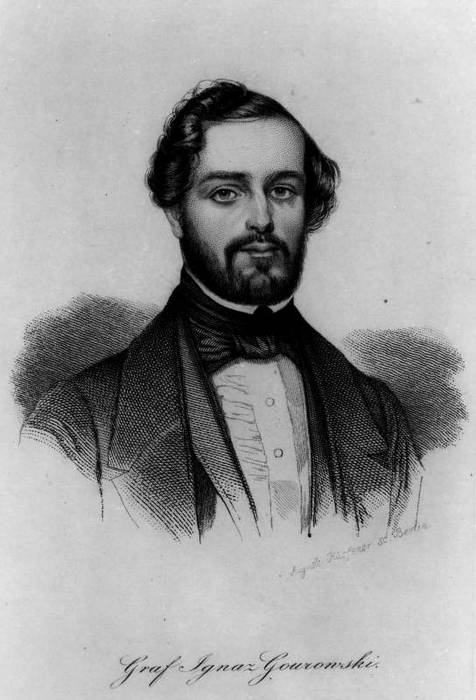
Ignacy Gurowski

1835 zog ein attraktiver polnischer Herzog bei Custine und Saint-Barbe ein, der 23-jährige Ignacy Gurowski (1812–1887).  Sie lebten in einer „ménage à trois“. Custine schrieb: „Er hat ein exzellentes Herz, einen originellen Geist, ist auf graziöse Weise unwissend, und was alles ausgleicht, ist eine charmante Haltung und Contenance.“
Der Marquis de Custine verehrte auch den Pianisten und Komponisten Frédéric Chopin, er schrieb ihm diverse Briefe und lud ihn zu sich nach Saint-Gratien ein. Chopin war mehrmals dort und spielte unter anderem in Custines Salon, beispielsweise die Études op. 25 Nr. 1-2 sowie die damals noch unvollendete zweite Ballade op. 38.
1835 reiste Custine nach Spanien und im Sommer 1839 nach Russland. Diese Reise dauerte von Anfang Juli bis Ende September. Er hielt sich längere Zeit in St. Petersburg auf und reiste von dort über Moskau nach Jaroslawl, Kostroma, Nischni-Nowgorod, Wladimir und anschließend zurück nach Moskau und St. Petersburg. De Custine starb im September 1857.
Seine weiten Reisen lieferten ihm den Stoff zu seinen Schriften, außerdem schrieb er erfolgreiche Novellen und Romane und das Versdrama: Béatrix Cenci (1833). Seine Lettres à Varnhagen d'Ense et Rahel Varnhagen d'Ense erschienen 1870 in Brüssel.
In seinem Reisebericht La Russie en 1839 charakterisierte de Custine Russland als expansionistische und despotische Macht, welche die freiheitliche Kultur und das nicht-orthodoxe Christentum bedrohe. Für die Recherchen zu seinem Buch verkehrte de Custine über Verbindungen zu polnischen Exilanten in den höchsten Kreisen der russischen Gesellschaft. Binnen kurzer Zeit erschienen sechs Auflagen des Buchs in Frankreich. Ebenso kursierten deutsche, dänische und englische Übersetzungen. In Russland war das Buch bis 1917 verboten. 1985 wurde es als Russische Schatten auszugsweise veröffentlicht.

## Werke
Belletristik
- Beatrice Cenci. Tragédie en cinq actes en vers. Fourier, Paris 1833
- Le monde comme il est. Roman. Édition Renduel, 2 Bde., Paris 1835

Briefe, Tagebücher
- Phyllis P. Kohler (Hrsg.): Journey for our time. The journals of the Marquis de Custine. Prior Books, London 1987, ISBN 0-86043-391-9.
- Lettres de Marquis A. de Custine à Varnhagen et Rahel Varnhagen d'Ense. Accompagnées de plusieurs lettres de la Comtesse Delphine de Custine et de Rahel Varnhagen d'Ense. Hrsg. v. Ludmilla Assing. Bruxelles, C. Muquardt, Henry Merzbach 1870, ND: Édition Slatkine, Paris, Genf 1979 (Collection ressources 52), ISBN 2-05-000119-3.
- Briefwechsel mit Hermann von Pückler-Muskau in ders.: Briefwechsel und Tagebücher. Hrsg. v. Ludmilla Assing-Grimelli. Band 8, Wedekind & Schwieger, Berlin 1876, ND Herbert Lang, Bern 1971, S. 452 ff.

Sachbücher
- Mémoires et voyages ou lettres écrites à diverses époques pendant des courses en Suisse, en Calabre, en Angleterre et en Ecosse. 2 Bde., Bourin, Paris 1992, ISBN 2-87686-142-9.
- La Russie en 1839. 4 Bde., Librairie d'Amyot, Paris 1843, Digitalisat Band 1, 2, 3, 4 auf Gallica
  - Rußland im Jahre 1839 („La Russie en 1839“). Berger, Leipzig 1843 (übersetzt von August Diezmann)
  - Russische Schatten. Prophetische Briefe aus dem Jahr 1839 („La Russie en 1839“). Greno, Nördlingen 1985, ISBN 3-921568-43-9 (Die Andere Bibliothek; Band 12; gekürzte Ausg. des früheren Titels)